# Josef Kupka
Josef Kupka (7. května 1862 Černá Hora – 20. června 1941 Nová Říše) byl katolický teolog, brněnský světící a posléze sídelní biskup.

## Stručný životopis
Narodil se 7. května 1862 v Černé Hoře, po studiu na Slovanském gymnáziu v Brně byl poslán do římské Animy (1887–1889), studia dokončil v Olomouci.
Na kněze byl vysvěcen roku 1884, od roku 1880 působil jako profesor pastorální teologie v brněnském semináři. Byl kaplanem v Mohelně a katechetou v Hustopečích. Od roku 1890 přednášel pastorálku na bohovědném učilišti v Brně a od roku 1913 byl sídelním kanovníkem brněnské kapituly.
Roku 1924 se stal brněnským světícím biskupem. Světícím biskupem byl od 3. června 1926 do 21. listopadu 1931. Poté se ujal úřadu sídelního biskupa, byl apoštolským administrátorem brněnské diecéze. Ve dnech 21. - 24. srpna 1934 uspořádal II. diecézní synodu. V době jeho působení vzrostl počet kněžských povolání v diecézi na 170 bohoslovců (v roce 1935).
Zemřel 20. června 1941 na vizitační cestě v Nové Říši, pochován byl v hrobce brněnské katedrály.

## Dílo
- O mši svaté, Praha 1899.
- O církevním roce : Historicko-liturgické pojednání, Praha 1907.
- Výklad obřadů při svěcení chrámu, Brno 1911.
- Kázání a homilie na neděle a svátky církevního roku, Brno 1920.